# Girls Band Cry
Girls Band Cry (ガールズバンドクライ Gāruzu Bando Kurai) ist eine Anime-Fernsehserie und Multimedia-Projekt des Animationsstudios Toei Animation, dem japanischen Ableger des Major-Musiklabels Universal Music und dem Unternehmen Agehasprings.
Die Fernsehserie startete am 6. April des Jahres 2024 im japanischen Fernsehen und folgt der Oberschülerin Nina Iseri, die von einer ländlichen Region Kumamotos nach Kawasaki zieht und dort auf die ehemalige Musikerin Momoka Kawaragi trifft. Gemeinsam beschließen sie, eine neue Band zu gründen.

## Handlung
Die Oberschülerin Nina Iseri verlässt aufgrund familiärer Probleme ihre Heimat in der Präfektur Kumamoto und zieht nach Kawasaki, in der Hoffnung, sich unabhängig ein eigenes Leben auf die Beine stellen zu können. Da sie später an einer Universität studieren möchte, schreibt sie sich an einer Oberschule ein.
Doch der Start in ein unabhängiges Leben erweist sich für Iseri alles andere als leicht. So verpasst sie aufgrund verschiedenster Umstände die Schlüsselübergabe für ihre neue Apartmentwohnung und ist auf die Hilfe ihrer neuen Nachbarn angewiesen. In einem Schnellimbiss trifft sie zufälligerweise auf Momoka Kawaragi, die früher Sängerin und Gitarristin der Rockband Diamond Dust war, diese aber aufgrund von Differenzen über die weitere Auslegung der Musikgruppe verlassen hat. Nina selbst ist Fan der Band, da ihre Musik ihr geholfen habe, schwere Situationen zu überstehen. Momoka, die Nina für die Nacht einen Schlafplatz in ihrer Unterkunft anbietet, offenbart ihr, dass sie die Stadt am nächsten Tag verlassen und in ihre Heimat zurückkehren werde.
Nina möchte nicht, dass Momoka die Stadt verlässt und läuft zu dem Ort, an dem Momoka ihr letztes Straßenkonzert gegeben hatte und beginnt an diesem Ort zu singen. Momoka, die zufällig am selben Ort ist, stößt zu ihr und beide spielen gemeinsam ein Lied von Diamond Dust. Nina und Momoka versprechen sich gegenseitig, ihre Leben in den Griff zu bekommen. Mit der Zeit stoßen mit Subaru Awa, Tomo Ebizuka und Rupa drei weitere Musikerinnen zu den beiden, sodass sie eine Rockband gründen.

## Hintergrund und Produktion

### Vorgeschichte
Im August 2019 wurde Tadashi Hirayama, der kurz zuvor zu Toei Animation stieß, mit der Produktion eines neuen Originalprojektes beauftragt. Dieses Projekt sollte Musik als Leitmotiv haben. Hirayama nahm Kazuo Sakai und Jukki Hanada mit ins Boot, die mit ihm Ideen für eine Grundgeschichte erörterten. In der Vergangenheit war er mit Sakai und Hanada an der Entstehung von Love Live! Sunshine!! beteiligt. Gegen Ende des Jahres 2019 trat Hirayama an Kenji Tamai von Agehasprings heran, mit der Bitte die Serienmusik zu komponieren und eine mögliche Besetzung für die Band zu scouten.
Hanada, der in der Vergangenheit bereits Geschichten über Idols schrieb, fokussierte sich bei dem neuen Projekt auf das Schreiben einer Geschichte über eine All-Female Band. Dabei basiert diese Geschichte auf seiner Liebe für japanische Rockmusik. Als Inspiritionsquellen, die Handlung realitätsnah zu halten, dienten unter anderem der wirtschaftliche Verlust aufgrund der Verschiebung der Olympischen Sommerspiele in Tokio 2020 sowie die zu diesem Zeitpunkt grassierende COVID-19-Pandemie in Japan. Die Entscheidung, die Geschichte in Kawasaki spielen zu lassen, basierte auf den Beobachtungen von Hirayama und Hanada.

### Casting
Im Jahr 2021 gaben das Animationsstudio Toei Animation, der japanische Zweig des Major-Musiklabels Universal Music und das Unternehmen Agehasprings letztlich bekannt, an einem Multimedia-Projekt zu arbeiten, welches Animation und eine echte Bandaktivität miteinander kombiniere. Im gleichen Jahr hielten die Unternehmen ein Casting unter dem Titel Girl’s Rock Audition ab, um die Mitglieder der Musikgruppe zu ermitteln, die als Mittelpunkt des Projektes fungieren soll.
Aus dem Casting gingen RINA, Yuri, Mirei, Natsu und Syuri hervor, welche die Rollen der Mitglieder von Togenashi Togeari sprechen und die Musik der Gruppe einsingen. Im Juli 2024 wurde angekündigt, dass Mirei und Natsu nach Rücksprache mit ihren Ärzten aus gesundheitlichen Gründen eine Pause auf unbestimmte Zeit einlegen. Im April 2025 wurde bestätigt, dass Mirei und Natsu ihre Tätigkeiten als Synchronsprecherinnen wieder aufnehmen werden. Ob und wann beide wieder musikalisch für das Projekt aktiv sein werden wurde nicht kommuniziert.

## Medien

### Anime-Produktionen

#### Fernsehserie
Im April des Jahres 2023 wurde ein Original-Animeprojekt unter dem Titel Girls Band Cry angekündigt, welches im Animationsstudio Toei Animation realisiert wird. Am 29. Mai 2023 wurden die Sprecherinnen der Musikgruppe Togenashi Togeari bekanntgegeben sowie zwei Musikvideos zu den Liedern Na mo Naki Nani mo Kamo und Itsuwari no Kotowari veröffentlicht.
Die Animeserie entsteht unter der Regie von Kazuo Sakai, welcher bereits an der Entstehung der Musik-Animeserie Love Live! Sunshine!! involviert war. Das Charakterdesign stammt von nari Teshima, während Mari Kondō und Jae Hoon Jung für die CGI-Animationen verantwortlich sind. Die Serienmusik stammt aus der Feder von Kenji Tamai. Das Drehbuch wurde von Jukki Hanada geschrieben. Die Vorspannsequenz ist mit dem Lied Zattō, Bokura no Machi unterlegt.
Im Dezember 2023 wurde angekündigt, dass die Animeserie im April des Jahres 2024 im japanischen Fernsehen starten werde. Die erste Episode wurde am 6. April 2024 unter anderem auf Tokyo MX, KBS Kyōto, Sun Television und BS11 gezeigt. Die Serie wurde im englischsprachigen Raum zunächst nicht lizenziert. Am 31. Mai 2024 gab der indonesische Streamingdienst Catchplay+ bekannt, die Serie in Originalsprache mit indonesischen und englischen Untertiteln zu zeigen. Anfang August 2024 gab der englische Twitter-Kanal von Toei Animation bekannt, dass die komplette Serie ab dem 13. August auf digitaler Ebene im Originalton mit offiziellen englischen Untertiteln abrufbar sein werde. Am 24. Oktober 2024 kündigte der Streamingdienst Crunchyroll an, den Anime für eine Ausstrahlung in den englischsprachigen Regionen, Lateinamerika, Südostasien, Europa und dem Indischen Subkontinent lizenziert zu haben und alle dreizehn Folgen ab dem 6. November 2024 mit Untertiteln in neun Sprachen zum Abruf bereitzustellen, darunter auch mit deutschen Untertiteln. Der Anime-Pubisher peppermint. kündigte auf einem Panel bei der AnimagiC am 2. August 2025 an, die Animeserie ab 2026 mit deutscher Synchronisation auf Blu-ray und DVD zu veröffentlichen.

#### Kinofilme
Mitte September 2024 wurde die Produktion zweier Kinofilme bestätigt, die die Handlung der Fernsehserie zusammenfassen.

### Musikalische Veröffentlichungen
Togenashi Togeari veröffentlichten bis Ende Mai 2024 sieben Singles. Die erste Single ist Na mo Naki Nani mo Kamo und erschien am 23. Juli 2023 auf dem japanischen Markt. Am 22. Mai 2024 erschienen mit Zattō, Bokura no Machi und Darenimo Narenai Watashi Dakara die Singles sechs und sieben.
Das Debütalbum Togeari wurde am 24. April 2024 in Japan veröffentlicht und enthält die bis dahin veröffentlichten Singles sowie neue Lieder. Es erreichte Platz 10 der heimischen Musikcharts von Oricon. Noch im gleichen Jahr folgte die Herausgabe des zweiten Studioalbums Togenashi, das am 28. August auf dem japanischen Markt erschien.

### Smartphone-Spiel
Am 31. August 2024 wurde die Produktion eines Smartphone-Spiels für iOS- und Android-Geräte bekannt gegeben.

## Charaktere

### Togenashi Togeari
Togenashi Togeari (トゲナシトゲアリ) ist die zentrale Musikgruppe der Anime-Fernsehserie, die hauptsächlich aus Schulabbrechern besteht. Die Mitglieder der Gruppe waren zuvor in anderen Musikgruppen aktiv: Nina, Momoka und Subaru gründeten die Gruppe Shin-Kawasaki (Temporary) (新川崎 (仮)), während Tomo und Rupa das Vocaloid-Duo beni-shouga bildeten.
Nina Iseri (井芹仁菜, Iseri Nina)
Nina ist Sängerin von Togenashi Togeari. Sie zog aus einer ländlichen Region in der Präfektur Kumamoto nach Kawasaki, um ein neues Leben zu starten. Familiäre Probleme und Mobbing führten dazu, dass sie die Entscheidung traf ihre Heimat zu verlassen.
Momoka Kawaragi (河原木桃香, Kawaragi Momoka)
Die Gitarristin und Bandleaderin von Togenashi Togeari. Sie war früher Mitglied der Rockband Diamond Dust, die sie aber aufgrund künstlerischer Differenzen verließ.
Subaru Awa (安和すばる, Awa Subaru)
Sie ist Schlagzeugerin bei Togenashi Togeari. Subaru besucht eine Schauspielschule, um in die Fußstapfen ihrer Großmutter zu treten, obwohl sie am Schauspielern kein Interesse zeigt.
Tomo Ebizuka (海老塚智, Ebizuka Tomo)
Tomo ist Keyboarderin bei Togenashi Togeari und Mitglied des Vocaloid-Duos beni-shouga, mit dem sie relativ erfolgreich ist. Ihre Eltern haben sie vernachlässigt, sodass sie von zu Hause abgehauen ist, nachdem sie ihre Mutter bei einer Affäre erwischt hat. Ihr Traum ist es, eines Tages im Budōkan zu spielen.
Rupa (ルパ)
Die Bassistin von Togenashi Togeari. Sie verlor ein Elternteil bei einem Unfall. Aufgrund ihrer Herkunft als Halbjapanerin ist sie häufig mit Diskriminierung und Rassismus konfrontiert. Sie Teil des Vocaloid-Duos beni-shouga und möchte wie Tomo eines Tages im Budōkan spielen.

### Diamond Dust
Diamond Dust (ダイヤモンドダスト) ist eine Idol-Rockband. Nina ist ein Fan der Musikgruppe und Momoka deren ehemalige Sängerin. Die Gruppe startete als Schüler-Band bevor die Mitglieder die Schule verließen und einen Plattenvertrag bei einem großen Musiklabel unterzeichneten.
Hina (ヒナ)
Die Sängerin und Rhythmusgitarristin von Diamond Dust, die nach Momokas Ausstieg in die Gruppe aufgenommen wurde. Sie ist eine frühere Freundin von Nina.
Nana (ナナ)
Nana ist die Bassistin von Diamond Dust und eine frühere Freundin von Momoka.
Rin (リン)
Die Leadgitarristin von Diamond Dust und eine frühere Freundin von Momoka.
Ai (アイ)
Die Schlagzeugerin von Diamond Dust und eine frühere Freundin von Momoka.

### Weitere Charaktere
Suzune Iseri (井芹涼音, Iseri Suzune)
Ninas ältere Schwester. Sie besucht Nina in Kawasaki, nachdem ihre neue Oberschule die Familie über Ninas angehäufte Fehlzeiten informiert. Suzune hält im Streit zwischen Nina und ihrem Vater zu ihrer kleinen Schwester.
Tendō Awa (安和天童, Awa Tendō)
Subarus Großmutter und eine profilierte Schauspielerin.
Hayashi (林)
Der Betreiber eines Konzerthauses in Tokio, in welchem Shin-Kanagawa ihr erstes Konzert spielten.
Mine (ミネ)
Eine Independent-Musikerin. Momoka ist ein Fan von ihr und mit ihr befreundet.

## Diskografie

### Togenashi Togeari

#### Alben
| Jahr | Titel Musiklabel                | Höchstplatzierung, Gesamtwochen, AuszeichnungChartsChartplatzierungen (Jahr, Titel, Musiklabel, Platzierungen, Wochen, Auszeichnungen, Anmerkungen) | Anmerkungen                           |
| Jahr | Titel Musiklabel                | JP | Anmerkungen                           |
| ---- | ------------------------------- | --- | ------------------------------------- |
| 2024 | Togeari Universal Music Japan   | JP10 (46 Wo.)JP | Erstveröffentlichung: 24. April 2024  |
| 2024 | Togenashi Universal Music Japan | JP6 (40 Wo.)JP | Erstveröffentlichung: 28. August 2024 |

#### Singles
| Jahr | Titel Album                               | Höchstplatzierung, Gesamtwochen, AuszeichnungChartsChartplatzierungen (Jahr, Titel, Album, Platzierungen, Wochen, Auszeichnungen, Anmerkungen) | Anmerkungen                             |
| Jahr | Titel Album                               | JP | Anmerkungen                             |
| ---- | ----------------------------------------- | --- | --------------------------------------- |
| 2023 | Na mo Naki Nani mo Kamo Togeari           | — | Erstveröffentlichung: 26. Juli 2023     |
| 2023 | Kiutsu, Hakudaku-su Togeari               | — | Erstveröffentlichung: 30. August 2023   |
| 2023 | Hazete Saku Togeari                       | — | Erstveröffentlichung: 25. Oktober 2023  |
| 2023 | Gokushiteki Gokusaishoku Answer Togeari   | — | Erstveröffentlichung: 20. Dezember 2023 |
| 2024 | Unmei ni Kaketai Ronri Togeari            | — | Erstveröffentlichung: 29. Februar 2024  |
| 2024 | Zattō, Bokura no Machi Togenashi          | JP16 (45 Wo.)JP | Erstveröffentlichung: 22. Mai 2024      |
| 2024 | Darenimo Narenai Watashi Dakara Togenashi | JP22 (19 Wo.)JP | Erstveröffentlichung: 22. Mai 2024      |
| 2024 | Shikai no Sumi Kuchiru Oto Togenashi      | JP9 (14 Wo.)JP | Erstveröffentlichung: 19. Juni 2024     |
| 2024 | Kuuhaku to Katarushisu Togenashi          | JP6 (22 Wo.)JP | Erstveröffentlichung: 10. Juli 2024     |
| 2025 | Daremono –                                | JP13 (… Wo.)JP | Erstveröffentlichung: 28. Mai 2025      |

### Diamond Dust

#### Singles
| Jahr | Titel Album                              | Höchstplatzierung, Gesamtwochen, AuszeichnungChartsChartplatzierungen (Jahr, Titel, Album, Platzierungen, Wochen, Auszeichnungen, Anmerkungen) | Anmerkungen                         | [↑]: gemeinsam behandelt mit vorhergehendem Eintrag; [←]: in beiden Charts platziert |
| Jahr | Titel Album                              | JP | Anmerkungen                         |                                                                                      |
| ---- | ---------------------------------------- | --- | ----------------------------------- | ------------------------------------------------------------------------------------ |
| 2024 | Eternal Flame 〜Sora no Hako〜 Togenashi | JP10 (8 Wo.)JP | Erstveröffentlichung: 24. Mai 2024  |                                                                                      |
| 2024 | Cycle of Sorrow Togenashi[JP: ↑]         | JP10 (8 Wo.)JP | Erstveröffentlichung: 15. Juni 2024 |                                                                                      |

## Rezeption
Nicholas Dupree besprach die 13-teilige Animeserie für die Anime-Plattform Anime News Network und zeigte sich begeistert. Er stellte die Verknüpfung zum Love-Live!-Medienfranchise her, da die Hauptbeteiligten an mindestens drei der (zu diesem Zeitpunkt) vier Anime-Projekten involviert waren. Im Gegensatz zu Love Live! zeige sich Girls Band Cry bodenständiger, zynischer und realitätsnäher im Bezug auf Bandgründungen und deren Hintergrundmechanismen. Girls Band Cry versuche die Realitäten eines professionellen Musikers sowie den konstanten Bruch zwischen „Kunst erschaffen“ und „Geld verdienen“ aufzuzeigen. Als einzigen harten Kritikpunkt nannte Dupree die Charakterentwicklung des Hauptcastes abseits der beiden Charaktere Nina und Momoka, deren Hintergrundgeschichte teilweise miteinander verbunden ist.
Girls Band Cry erhielt sechs Nominierungen bei den Anime Trending Awards. In Japan verkaufte sich die DVD- und Blu-ray zur Animeserie innerhalb der ersten Verkaufswoche etwas mehr als 12.000 mal.
Die Entscheidung von Toei Animation vom 5. August 2024, die Serie bei Microsoft Movies & TV, Fandango at Home, Hoopla und Prime Video zum Kauf anzubieten, wurde aufgrund der großen internationalen Zuschauerschaft mit Verwunderung wahrgenommen und kritisiert.